# Shackletonia
Shackletonia is een geslacht van korstmossen behorend tot de familie Teloschistaceae. De typesoort is Shackletonia hertelii.

## Soorten
Volgens Index Fungorum telt het geslacht vier soorten (peildatum maart 2022):
| Soortnaam                 | Auteur(s)                                             | Publicatiejaar |
| ------------------------- | ----------------------------------------------------- | -------------- |
| Shackletonia buelliae     | (Olech & Søchting) Søchting, Frödén & Arup            | 2013           |
| Shackletonia hertelii     | (Søchting, Øvstedal & Sancho) Søchting, Frödén & Arup | 2013           |
| Shackletonia insignis     | (Søchting & Øvstedal) Søchting, Frödén & Arup         | 2013           |
| Shackletonia siphonospora | (Olech & Søchting) Søchting, Frödén & Arup            | 2013           |